# Gesztenye, a honalapító (film)
A Gesztenye, a honalapító (eredeti cím: Watership Down) 1978-ban bemutatott egész estés animációs film, amely Richard Adams azonos című regénye alapján készült. A történet főszereplői nyulak, melyek elvándorolnak kotorékuktól, hogy új otthont alapítsanak. A főbb szereplők hangjait John Hurt, Richard Briers, Harry Andrews, Simon Cadell, Nigel Hawthorne, Zero Mostel és Roy Kinnear kölcsönözték. A zenét Angela Morley és Malcolm Williamson szerezték. A Mike Batt által szerzett, de Art Garfunkel által előadott sláger, a "Bright Eyes" is ebben a rajzfilmben csendül fel először, mely a későbbiekben a Gesztenye, a honalapító egyik ismertetőjegye lett. A később készített televíziós sorozat főcímzenéjévé vált.
Angliában mutatták be először, 1978. október 19-én. Az animációs film nagyon sikeres lett. A brit mozikban 1979-ben a hatodik legnépszerűbb alkotás volt, dacára, hogy rajzfilmekhez képest több nagyon erőszakos jelenet van benne. Egyike volt az első animációs filmeknek, melyeket a Dolby Laboratories mutatott be.
Bár Magyarországon levetítették már, eddig nem készült hozzá magyar szinkron, csak felirattal adták le.

## Cselekmény
A történet a nyulak megteremtésének legendájával indul (melyet Adams maga talált ki). A világot Frith, a napisten teremtette. Az állatok békében éltek egymással. Azonban El-ahrairah népe, a nyulak túlságosan is elszaporodtak, és kezdték elenni az eleséget a többi állat elől. Frith utasította El-ahrairahot, hogy fegyelmezze népét, de a nyúlherceg megtagadta a parancsot. Frith haragjában minden állatot különbözővé varázsolt, és közülük többet is felruházott különleges képességekkel. Azonban a ragadozók megkívánták El-ahrairah gyermekeit, és megkezdték a nyulak levadászását. A nyúlherceg rettegését látva Frith úgy érezte, hogy megtanulta a leckét, és felruházta El-ahrairahot is különleges képességekkel. gyorssá tette, és figyelmeztette: „Mostantól ellenlábasod lesz az egész világ, Ezer Ellenségű Herceg, és ha elkapnak, megölnek. De ahhoz előbb el kell kapniuk.” Frith elmondja El-ahrairahnak, hogy a gyorsaságot és a fortélyt bevetve népe sosem pusztulhat ki.
Ezután egy jelenkori angol vidéken folytatódik tovább a cselekmény. Vakarcsnak, a legkisebb nyúlnak (egyben ő a nyulak jövendőjébe is belelát) ijesztő látomása támad: vér borítja el az egész rétet. Bátyjával, Gesztenyével vezetőjük elé járulnak, de az elküldi őket, ezért maguk terveznek útra kelni. Útjuk során többen is csatlakoznak hozzájuk, köztük Bósással, az Ószla (a nyulaknál rendőrségnek felel meg) egyik tagjával. Egy kisebb összecsapás után mind elmenekülnek, át a veszélyes erődön. Az utazás során egyetlen nőstényüket elkapja egy sólyom, így csak a hímek folytathatják tovább az utat.
Végül eljutnak egy Kankalin nevű nyúl üregébe, aki befogadja az eső elől bemenekült vándorokat. Bár a vándorok nagy része hálás, Vakarcs gyanakvó lesz. Szeretne odébb állni, de Gesztenye és Bósás beszélnek vele, minek eredményeképp Bósás otthagyja őket. Pillanatokkal később egy nyúlcsapda fogságába esik. Végül kiszabadítják, és kiderül a nyulak gyanús viselkedése, Vakarcs tolmácsolásában: a közelben ólálkodó farmer békén hagyja a nyulakat és védi őket, cserébe, ha azok fajtársaikat feláldozzák, hogy a földművesnek legyen mit ennie. Gesztenyét, Bósást és Vakarcsot követve a nyulak újra útnak indulnak, így jutva el a Nuthanger-farmra. Nősténynyulakat akarnak kiszabadítani, de sikertelenül. Végül Vakarcs segítségével eljutnak a Watership Down fennsíkra, ahol letáboroznak.
Az üregásás és a tanya felépítése kezdetét veszi, Gesztenyét pedig kinevezik a telep vezetőjének. A nőstényhiány még mindig probléma. Megismerkednek egy sirállyal, Kehárral, aki segít nekik nőstényeket találni. Közben Gesztenyéék visszatérnek a Nuthager-farmra, de tervük most sem sikerül. Gesztenyét meglövi a farm gazdája, akinek a keresésére Vakarcs indul. Követi Inlé Fekete Nyulát, aki elvezeti őt egy üres üregbe. Gesztenyét sikerül megmenteni a haláltól. Visszatér hozzájuk Kehár, aki eltávolítja a golyókat Gesztenye sebeiből. Bejelenti, hogy van egy nyúltanya, Efrafa, ahol egy csomó nyúl ér. Ekkor jut el hozzájuk a sérült ószla-kapitány, Magyal, aki arról számol be, hogy Vakarcs látomásai beigazolódtak. A mezőt emberek túrták fel, és kiirtották a nyúltanyát, hogy építkezhessenek a helyén. Beszámol részletesen az ellenséges nyúltanyáról, Efrafáról. Ott durva terror alatt tartja valamennyi nyulat a vezető, Nadálytő generális, a helyi ószla főnöke. Minden figyelmeztetés ellenére Gesztenye odavezeti népét, mert égető szükségük van a nőstényekre.
Bósás vállalja, hogy beszivárog Nadálytő ószlájába, és kiszabadítja a nyulakat. Terve sikerrel jár, de Nadálytő és nyulai a nyomukban maradnak. Egy hajó segítségével sikerül elmenekülniük az efrafaiak elől. Napokkal később az efrafaiak a vándorok nyomát követve eljutnak Watership Downra. Gesztenye megpróbál beszélni Nadálytővel, de az Bósást követeli, és elküldi a honalapítót. A watership down-i nyulak elbarikádozzák magukat, míg Gesztenye, Vakarcs és az üreg több tagja azt tervezik, hogy a Nuthager-farm kutyáját felcsalogatják a fennsíkra. Útközben Gesztenye felajánlja saját életét Frithnek, hogy cserébe óvja meg a népét. Frith eltöpreng rajta, de elutasítja az ajánlatát. Tervük sikerül, mire a kutya elkezdi üldözni az üregen kívüli efrafai nyulakat, és egyenként végez is velük. A bentieket Bósás igyekszik megvédeni Nadálytőtől. Miután mindkét nyúl vérző sebekkel néz egymásra, a generális észleli, hogy valami nincs rendben, és feljön a felszínre. Ő maga száll szembe a kutyával, de a harc végkimenetele nem ismert. A nyulak ekkor látták utoljára a generálist.
Éveket ugrik a történet. A watership down-i nyulak szép nagy közösségé nőtték ki magukat, Gesztenye pedig megöregedett. Meglátogatja őt Inlé Fekete Nyula, hogy arra kérje, csatlakozzon az ő ószlájához. Biztosítja Gesztenyét, hogy a népe boldogságban fog élni, nem kell aggódnia értük. Ezután a honalapító elfogadja az ajánlatot, és örökre megpihen. Lelke a fekete nyúllal együtt tovaszáll a napba, át  a túlvilágra.